# Incubadora (cultius)
Una incubadora o estufa de cultius és un dispositiu utilitzat per fer créixer i mantenir cultius microbiològics o cultius cel·lulars. La incubadora manté la temperatura, la humitat i altres paràmetres ambientals òptims com el contingut de CO₂ i oxigen de l'atmosfera interior. Les incubadores són essencials per a molts treballs experimentals en biologia cel·lular, microbiologia i biologia molecular i s'utilitzen per cultivar cèl·lules tant bacterianes com eucariotes.
Les incubadores més senzilles són caixes aïllades amb una resistència ajustable, que solen pujar de 60 a 65 °C la temperatura atmosfèrica, encara que algunes poden anar lleugerament més altes (generalment no més de 100 °C). La temperatura més utilitzada tant per a bacteris com l'E. coli d'ús freqüent com per a cèl·lules de mamífers és d'aproximadament 37 °C, ja que aquests organismes creixen bé en aquestes condicions. Per a altres organismes utilitzats en experiments biològics, com ara el llevat germinatiu Saccharomyces cerevisiae, una temperatura de creixement de 30 °C és òptima.
Les incubadores més elaborades també poden incloure la capacitat de baixar la temperatura (a través de la refrigeració) o la capacitat de controlar la humitat o els nivells de CO₂. Això és important en el cultiu de cèl·lules de mamífers, on la humitat relativa sol ser >80% per evitar l'evaporació i s'aconsegueix un pH lleugerament àcid mantenint un nivell de CO₂ del 5%.
La història de les incubadores és antiga, ja que són una imitació de la incubació d'ous dels ocells ovípars.